# J. Front零售
J. Front零售（日语：J.フロント リテイリング株式会社、ジェイフロントリテイリング）是日本的一家零售控股公司，持有大丸松坂屋百貨店和巴而可等企業，簡稱JFR。該公司是日經平均股價的構成公司之一。

## 外部連結
- ホーム｜Ｊ．フロント リテイリング株式会社 （页面存档备份，存于）
- J. Front Retailing的Facebook專頁